# Три плюс три (сериал)
«Три плюс три» — российский комедийный сериал о двух семьях, жизни которых удивительным образом пересекаются. В главных ролях: Ольга Хохлова, Владислав Ветров, Вадим Соснин, Алексей Розин, Елена Николаева, Александра Соловьёва.
Слоган: «Комедия для всех поколений».
Премьера состоялась 10 марта 2025 года в онлайн-кинотеатре Start и Okko.
Телевизионная премьера сериала состоялась 16 июня 2025 года на телеканале СТС.

## Сюжет
В одном из небольших живописных городов Золотого кольца России обитает семейство Клячевых. Глава семьи Антон Павлович (Владислав Ветров) — писатель, его сын Леонид (Алексей Розин) — кузнец, а внук Прометей (Вадим Соснин) — спасатель МЧС. Время от времени Клячевы сталкиваются с семьёй Лариных, однако никаких взаимоотношений между ними нет. Ларины — одинокие женщины, которые при этом вполне обходятся без мужчин. Валентина Петровна (Ольга Хохлова) — водитель такси, её дочь Светлана (Елена Николаева) — экскурсовод, а внучка Юлия (Александра Соловьёва) — художница и аферистка, которая продаёт свои картины на улицах города. 
Однажды судьбы семейств неожиданным образом пересекаются, когда Прометей случайно заметил очередную аферу Юли. Это запускает череду невероятных событий, которые полностью изменят не только жизнь всех родственников, заставив поверить в любовь даже тех, кто уже и не надеялся встретить личное счастье.

## Производство
Сериал является результатом совместного производства студий онлайн-кинотеатров Start и Okko.
Впервые о сериале стало известно в январе 2024 года, когда пресс-служба онлайн-кинотеатра Start распространила информацию о предстоящих съёмках. Съёмочный процесс стартовал в августе того же года.
Трейлер сериала вышел 14 февраля 2025 года. 
Премьера состоялась 10 марта 2025 годана платформах онлайн-кинотеатров Start и Okko.

## Актёры и персонажи

### Главные роли
| Актёр                | Роль                      |
| -------------------- | ------------------------- |
| Александра Соловьёва | Юля Ларина                |
| Алексей Розин        | Леонид Клячев             |
| Вадим Соснин         | Прометей Клячев           |
| Владислав Ветров     | Антон Павлович Клячев     |
| Елена Николаева      | Света Ларина              |
| Ольга Хохлова        | Валентина Петровна Ларина |

### Роли второго плана / эпизоды
| Актёр                | Роль                        |
| -------------------- | --------------------------- |
| Аиша Мещерякова      | девушка                     |
| Александра Кушнарёва | девушка гоу-гоу             |
| Андрей Ларин         | Ваня                        |
| Анна Ичетовкина      | бухгалтер                   |
| Валерий Борисов      | оператор                    |
| Гор Косакян          | Эдмонд                      |
| Кристина Цветкова    | учительница младших классов |
| Мария Лисецкая       | девушка                     |
| Мира Гросс           | девочка в такси             |
| Николай Ткаченко     | Вася Здоровяк               |
| Ольга Руднева        | мамка                       |
| Родион Торопов       | мальчик                     |
| Татьяна Сомова       | Люда                        |
| Татьяна Шелехова     | Елена, администратор        |
| Ульяна Перетолчина   | бухгалтер                   |
| Юлия Пилипович       | Лера                        |
| Юрий Вотяков         | дружинник                   |

## Сезоны и серии
| Серия | Дата выхода   |
| ----- | ------------- |
| 1     | 10 марта 2025 |
| 2     | 10 марта 2025 |
| 3     | 11 марта 2025 |
| 4     | 12 марта 2025 |
| 5     | 17 марта 2025 |
| 6     | 18 марта 2025 |
| 7     | 19 марта 2025 |
| 8     | 24 марта 2025 |
| 9     | 25 марта 2025 |
| 10    | 26 марта 2025 |
| 11    | 31 марта 2025 |
| 12    | 1 апреля 2025 |
| 13    | 2 апреля 2025 |
| 14    | 7 апреля 2025 |
| 15    | 8 апреля 2025 |
| 16    | 9 апреля 2025 |

## О сериале
Дмитрий Грибанов, режиссёр:
С одной стороны, это жизненная история про узнаваемых персонажей со своими взглядами на жизнь, пороками и идеалами. С другой, наши герои заключены в идеальную среду, без сложных социальных проблем, в которой существуют только отношения и любовь. Это очень добрая история, этим она меня и зацепила.
Владислав Ветров, актёр:
Мой персонаж легко лавирует между проблемами и досадными недоразумениями. Несмотря на серьёзный возраст, по сути, остаётся ребёнком. В этой истории не надо искать глубинных онтологических смыслов. В моём персонаже, как и в истории, в основе — замешательство и любовь, сочетание которых, всегда было в почёте у зрителей комедии со времён Гольдони, Мольера и Островского…

Вадим Соснин, актёр:
Первым планом идет то, что Прометей — МЧС-ник, спасает людей от огня, взаимодействует с ним, как и герой древнегреческих мифов. Второй пласт — наверное, то, что такая сложная любовная линия выстроена у Прометея и Юли. Мой герой пробуждает в себе эту искру чувств, гасит, ищет. Прометей живёт по расписанию: ему понятно, что будет завтра, куда он поедет отдыхать, что приготовит его дорогая на завтрак даже через пятьсот дней. Когда в его жизнь приходит настоящая любовь, которая не поддается никакому описанию или толкованию, он теряется. В надежной схеме жизни происходит сбой… У моего героя нет разногласий ни с дедом, ни с отцом — он всех любит. Это мне очень знакомо!
Ольга Хохлова, актриса:
Сериал «Три плюс три» — как учебное пособие для тех, кто хочет быть счастливыми. Я лично обожаю такие проекты — они трогательные, забавные, в них есть неожиданные повороты, которые делают историю героев особенной и уникальной, заставляя зрителей переживать каждое событие вместе с ними.
Елена Николаева, актриса:
Да, люди несовершенны, иногда стоит посмотреть, как другие с чем-то сталкиваются и справляются. Тут история как раз об этом, хотя нашим героям всё равно предстоит набить синяков, зато зрителю, надеюсь, уже не предстоит. После просмотра нашего сериала все станут чуть мудрее и обходительнее в отношениях.

## Критика
Интернет-портал «Вокруг ТВ» пишет: «Картину „Три плюс три“ можно назвать пособием для всех, кто хотел бы стать счастливым. Это забавная, трогательная история, в которой есть место неожиданностям — сюрпризам, делающим взаимоотношения героев уникальными, особенными. Благодаря некоторым поворотам в судьбах центральных персонажей зритель сразу начинает проживать вместе с ними каждое событие, становясь не просто сторонним наблюдателем, а соучастником происходящего на экране. Здесь собраны вместе представители трёх поколений из двух совершенно разных семей. Их цель — показать, что „любви все возрасты покорны“ и что внутри любой „ячейки общества“ всегда есть место подвигам».